# Sashamugio
Sashamugio (en georgiano: საშამუგიო) o Shamgiaa (en abjasio: Шьамгьиаа) es una aldea que pertenece a la parcialmente reconocida República de Abjasia, dentro del distrito de Gali, aunque de iure es parte del municipio de Gali de la República Autónoma de Abjasia de Georgia.

## Geografía
Sashamugio está en la llanura de Samurzajano, a 13 km de Gali. Las aldea se administra desde el pueblo de Zemo Barguebi. 